# Няганський газопереробний завод
Няганський газопереробний завод – підприємство нафтогазової промисловості, яке діє у Тюменській області Росії. Первісно був відомий як Краснолєнінський ГПЗ.
Майданчик призначений для роботи з супутнім газом нафтових родовищ Краснолєнінської групи – Краснолєнінського, Таллінського, Ем-Єговського, Ловінського, Західно-Ловінського, Північно-Даниліського. В 1988 та 1990 роках ввели в дію дві черги заводу однаковою потужністю по 1,07 млрд м3 на рік, проте від будівництва третьої такої ж черги відмовились через менші, ніж очікувалось, запаси зазначених родовищ (при цьому в другій половині 1990-х на тлі краху планової економіки завантаженість вже існуючих потужностей взагалі падала до 15-20%).
Заводу мав виділяти з супутнього газу стабільний газовий бензин та потрібну для установок фракціонування фракцію С3+ (у російській термінології відома як широка фракція легких вуглеводнів, ШФЛУ). Втім, відсутність трубопроводу для видачі ШФЛУ призвела до того, що в 2006-му прийняли рішення випускати газовий бензин та пропан-бутанову фракцію. 
В 2010-му Няганський ГПЗ прийняв на переробку 1,32 млрд м3 газу, що дозволило вперше за довгий період задіяти одночасно обидві черги.
Видачу товарного газу організували через перемичку до газопроводу Уренгой – Центр. Крім того, в 2013 – 2014 роках в самій Нягані стала до ладу розрахована на споживання газу Няганська ТЕС. Пропан-бутанову суміш та газовий бензин вивозять залізницею.
Наразі ГПЗ належить нафтохімічному холдингу «Сибур».